# Astrosarkus idipi
Astrosarkus idipi är en sjöstjärneart som beskrevs av Mah 2003. Astrosarkus idipi ingår i släktet Astrosarkus och familjen Oreasteridae. Inga underarter finns listade i Catalogue of Life.